# Idioma panzaleo
El panzaleo (conocido como shillipanu) es una lengua preincaica hablada en los alrededores de Quito antes de la conquista española por el señorío étnico conocido como quitu. La lengua es mencionada por los primeros cronistas como Pedro Cieza de León (1553) y las Relaciones geográficas de Indias.
El panzaleo, al igual que otras lenguas pre-incaicas como el pasto, el cara, el puruhá, el cañar, y el complejo lingüístico que incluye al palta, al malacato, al rabona, al bolona y al xiroa. La documentación de estas lenguas ha sido examinada por Jijón y Caamaño (1940, 1941) y Paz y Miño (1940-1942, 1961) que recopilaron numerosas raíces y terminaciones recurrentes, así como otras características destacadas de la lengua.

## Descripción lingüística

### Distribución geográfica
El panzaleo debe su nombre al asentamiento pre Inca del mismo nombre, situado no lejos de Quito. El área lingüística panzalea se extendía desde Quito al norte, los valles orientales de Quito, hasta la ciudad de Mocha en el sur, cubriendo las provincias de Cotopaxi y Tungurahua, así como la parte sur de Pichincha. Los principales centros en el área, además de la propia ciudad de Quito, eran Ambato y Latacunga. Esta área podría haber sido la primera región de las tierras altas ecuatorianas en ser completamente quechuizada. 
La posibilidad de que la lengua original de los indios quijos, un grupo étnico que habita las laderas andinas de la parte occidental de la provincia de Napo, fuera una variedad de panzaleo (tal como sugiere Cieza de León) fue discutida por Jijón y Caamaño. La evidencia en favor de esta hipótesis no es concluyente.

### Elementos toponímicos
Algunas terminaciones toponímicas típicas de origen panzaleo encontradas en el norte y centro de Ecuador son:
-(h)aló: Pilaló, Mulahaló, Ilaló
-leo: Tisaleo, Pelileo (existente en Pichincha y Tungurahua)
-lagua / -ragua: Cutuglagua, Tungurahua.

### Clasificación
Loukotka (1968) en su clasificación de las lenguas indígenas de América sugiere que el panzaleo estaría relacionado con el paez. Una de las fuentes para esta propuesta es Jijón y Caamaño que admite que la evidencia en favor de esta propuesta es débil y añade que las similitudes observadas, podrían ser explicables por contacto lingüístico.

## Principales prefijos y sufijos
Los principales sufijos que ayudan a identificar si una palabra es panzaleo son:
- Aló/haló: Candahalo, Canjaló, Chinaló, Chihualó, Chinaló, Chizajaló, Choaló, Cotopilaló, Cochaló, Condoaló, Cotaló, Guajaló, Huambaló, Ilaló, Isahalo, Isinaló, Itualó, Macaló, Mulaló, Pichaló, Pilaló, Poaló, Putalo, Quilaló, Quizaló, Saquialó, Tagualo, Tigualó, Tiguajaló, Tullaló, Toaló, Tusaló, Yaló, Yajaló, Alopamba, Alobamba, Aloasí.

- Así: Aloasí, Amboasí
- Coa/goa: Locoa, Langoa, Lallacoa, Pilacoa
- Chi: Cutuchi, Illuchi, Pumacunchi, Macuchi, Machachi, Tanicuchi.
- Gasí: Alangasí, Alagasí, Andagasí, Amagasí, Caspigasí, Puengasí, Tolagasí.
- Gua: Apagua, Juigua, Ligua, Llangagua, Lligua, Malingua, Palagua, Panguigua, Patagua, Picaigua, Quindigua, Tigua, Zumbagua.
- Lagua: Cutuglagua, Gualilagua, Ililagua, Jalilagua, Lanlagua, Langulagua, Pachalagua, Pululagua, Putzalagua, Quindilagua, Sincholahua, Tungalahua, Tungurahua, Uyalagua.
- Lata: Andiglata, Guasalata, Igualata, Munduglata, Pishilata.
- Leo: Aluleo, Chibuleo, Lalaleo, Mulanleo, Panzaleo, Pelileo, Penileo, Salaleo, Tangaleo, Tisaleo.
- Luisa: Luisa, Nitiluisa, Chiluisa, Tipanluisa, Analuisa, Aluisa, Analuisa, Anchaluisa, Andaluisa, Caisaluisa, Cancaluisa, Cañaluisa, Chasiluisa, Chaluisa, Changoluisa, Guanaluisa, Guanoluisa, Huiñaluisa, Hanchaluisa, Janchiluisa, Jinaluisa, Lasluisa, Lumanluisa, Llumiluisa, Mangaluisa, Manoluisa, Mentaluisa, Montaluisa, Panaluisa, Pasaluisa, Piluluisa, Pinaluisa, Pinluisa, Ponluisa, Quinaluisa, Quingaluisa, Quingaluiza, Quiñaluiza, Sangoluisa, Sasluisa, Sinaluisa, Tipanluisa, Toaluisa, Yangoluisa, Yanchaluisa, Yanzaluisa, Yunaluisa.
- Llí: Toabillí, Pilligsillí.
- Malag: Alpamalag, Salamalag, Saquimalag
- Pi/pe/bi/vi: Alambi, Cuturibí, Chasupi, Chaspi, Guaspe, Gualipi, Isinliví, Lamapi, Matiabí, Piñapí, Pichambi, Tantapi, Tandaliví, Tandapi, Tontapí, Tandaliví, Tulipi, Tulipe, Yalllibí, Yanibí.
- Pobo: Alutipo, Laipo, Lambo, Inchapo, Isimbo, Palpo, Pueblo, Tipo, Atapo, Ilapo, Ghipo.
- Pulo/bulo: Amabulú, Atápulo, Cullipulo, Condabulo, Guápulo, Tilipulo, Chilibulo.
- Sagua: Cachisagua, Pisagua, Pilllasagua, Punsagua, Tucusagua, Tosagua.
- To: Agato, Ambato, Añaquito, Casanto, Leito, Poato, quito, Quirato, Mulliambato, Tuntatagto.
- Toa: Colatoa, Cantzatoa, Chitoa, Patoa, Patutoa, Pinatoa, Pondoa, Quilotoa, Quititoa, Sagoatoa, Saratoa, Yahuartoa, Toacazo, Tabilli, Tachi, Toaló.
- Tug: Catug, Panyatug, Pignetug, Piñanatug, Simiatug.
- Yambo: Pisayambo, Pucayambo, Miquiayambu, Salayambo.